# Utopia castelnaudii
Utopia castelnaudii là một loài bọ cánh cứng trong họ Cerambycidae.